# Równowaga strachu
Równowaga strachu – drugi, studyjny album muzyczny polskiej grupy blues rockowej Recydywa.
Nagrania zrealizowano w Studiu „Giełda” w Poznaniu, między kwietniem a wrześniem 1987. Kompozytorami wszystkich utworów są – wspólnie – członkowie zespołu, autorem słów jest Andrzej Mogielnicki. LP wydany został w 1988 przez Polskie Nagrania „Muza”.
Kaseta (CK 762) i wyprodukowane na Węgrzech wydanie CD (Muza PNCD195) z 1992 zawiera jeszcze bonus: koncertową wersję utworu „Nasze boogie” (4:18), pochodzącą z występu zespołu na festiwalu w Jarocinie, w 1988.

## Muzycy
- Andrzej Pluszcz – gitara basowa, śpiew
- Krzysztof Mandziara – gitara
- Ireneusz Nowacki – perkusja

gościnnie:
- Paweł Noszkiewicz – harmonijka ustna

## Lista utworów
Strona A
| 1. | "For the ..."        | 1:25  |
|    |                      |       |
| 2. | "Miłość bez pardonu" | 4:10  |
|    |                      |       |
| 3. | "Za dużo wódki"      | 4:26  |
|    |                      |       |
| 4. | "Nie fair blues"     | 4:40  |
|    |                      |       |
| 5. | "Wysoki Sądzie"      | 4:40  |
|    |                      |       |
|    |                      | 19:21 |
|    |                      |       |
Strona B
| 6.  | "PKP"                 | 3:56  |
|     |                       |       |
| 7.  | "Równowaga strachu"   | 3:56  |
|     |                       |       |
| 8.  | "Fizyka stałych ciał" | 5:42  |
|     |                       |       |
| 9.  | "Nasze boogie"        | 3:50  |
|     |                       |       |
| 10. | "Final Cut"           | 1:07  |
|     |                       |       |
|     |                       | 18:31 |
|     |                       |       |

## Informacje uzupełniające
- Producenci – M. Kratochwil, Andrzej Mogielnicki
- Realizacja – P. Ślurzyński, Piotr Madziar, Zbigniew Suchański, Piotr Szczepański
- Projekt graficzny – Jacek Ćwikła